# Oxadiazool
Een oxadiazool is een heterocyclische aromatische verbinding, die bestaat uit een vijfring met twee koolstof-, twee stikstof- en één zuurstofatoom. Er zijn vier isomeren mogelijk, die van elkaar verschillen door de posities van de stikstofatomen:

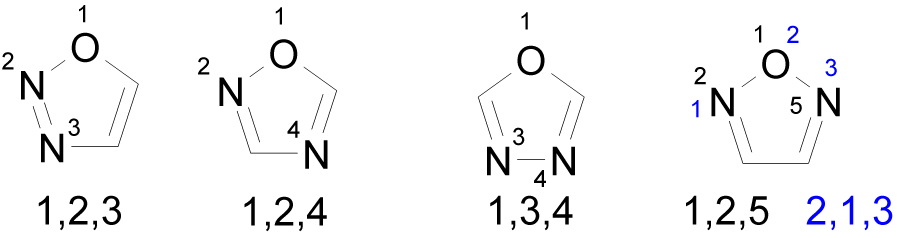
De vier mogelijke oxadiazolen. 1,2,5-oxadiazool wordt ook furazaan genoemd.

Verschillende oxadiazoolderivaten worden gebruikt als geneesmiddel (bijvoorbeeld furazabol), pesticide (oxadiazon), kleurstof, vloeibaar kristal of scintillator.
Polyoxadiazolen zijn polymeren of copolymeren met oxadiazoolringen in de hoofdketen. Ze worden bereid door een polyhydrazide te verhitten waardoor een dehydratiereactie met ringvorming optreedt, of door de polycondensatie van hydrazinesulfaat met een dicarbonzuur, bijvoorbeeld tereftaalzuur, in rokend zwavelzuur (oleum) of een ander geschikt oplosmiddel. Met aromatische dicarbonzuren bekomt men polymeren met goede mechanische en thermische eigenschappen, die men kan verwerken tot vezels, membranen of coatings. Arselon is een commerciële vezel, geproduceerd in Wit-Rusland, die bestand is tegen temperatuur tot 250 °C en geschikt is voor brandwerende kleding.